# Biuro ochrony
Biuro ochrony (Livvagterne, 2009–2010) – duński serial telewizyjny nadawany przez stację DR1 od 1 stycznia 2009 roku do 7 marca 2010 roku. W Polsce nadawany był na kanale Ale Kino+ od 12 lutego do 15 kwietnia 2012 roku.  
W 2009 roku serial otrzymał statuetkę Międzynarodowe Emmy w kategorii najlepszy serial dramatyczny.

## Opis fabuły
Troje oficerów dołącza do grupy specjalnej Politiets Efterretningstjeneste, a ich zadaniem jest m.in. walka z terroryzmem i ochrona państwowych polityków.

## Obsada
- Cecilie Stenspil jako Jasminna el Murad
- André Babikian jako Jonas Goldschmidt
- Søren Vejby jako Rasmus Poulsen
- Thomas W. Gabrielsson jako Leon Hartvig
- Ellen Hillingsø jako Benedikte Tønnesen
- Ditte Gråbøl jako Diana Pedersen
- Rasmus Bjerg jako Kurt Birk
- Tommy Kenter jako Jørgen Boas
- Michael Sand jako Kurt Strøm